# J. Eddie Peck
John Edward Peck (Lynchburg, Virginia, 1958. október 10. – ) amerikai színész. Legismertebb szerepei Cole Howard a Nyughatatlan fiatalok című sorozatból, ahol 241 epizódban játszott valamint Jake Martin az All my childrenből, továbbá kapott egy kisebb szerepet a Cheers egyik epizódjában Diane kurzusának egyik diákjaként, akit Lance-nek hívtak.

## Gyermekkora és tanulmányai
Az 1970-es évek folyamán a Missouri állambeli Joplinban élt, 1976-ban érettségizett a Joplin Parkwood Gimnáziumban, ahol tagja volt a Varsity teniszcsapatnak. Utána a Missouri Southern State Universityre járt, ahol  marketinget tanult.

## Munkássága
Karrierje elején sok népszerű sorozatban kapott kisebb szerepeket, úgy mint: Halálbiztos diagnózis; Út a Mennyországba; Cheers és a Gyilkos sorok. Első nagyobb szerepe az American Broadcasting Company Family nevű csatornájának népszerű sorozatában, a Kyle, a rejtélyes idegen-ben volt. Ő alakította az első évad utolsó epizódjában és a második évad néhány epizódjában megjelenő Adam Baylint. Munkássága nagyobb részét főműsoridőben lévő szappanoperabeli szereplése tette ki.
1992-ben Ő alakította Eddie Popko-t, a belevaló westernfilmrajongó csomagkihordó fiút, aki szerelmes volt Rhonda Thompson-ba, az Olsen ikrek Irány a nagyi c. filmjében. Legismertebb szerepe mégis a The young and the restless-ből Cole Howard karaktere, amit 1993-1999-ig játszott. 2000-2003-ig ő vette át Jake Martin szerepét Michael Lowry-tól az All my children-ben.
Egyéb kisebb szappanopera szerepei: Days of our lives (1991-1992), Dynasty (1988-1989) és még a Dallas-ban is szerepelt 1989-ben. Peck olyan filmekben is megjelent, mint például a Dangerously Close; a Lambada, a tiltott tánc és a Blind heat. Valamint egyike volt a Miss USA 1998 c. filmsorozat házigazdáinak is.

## Magánélete
Peck 1989 óta él házasságban Sonya Zazával. Két fia, Austin és Dalton.

## Filmográfia
| Évszám | Film                    | Szerep              |
| ------ | ----------------------- | ------------------- |
| 1986   | Dangerously close       | Danny Lennox        |
| 1987   | Breaking Home Ties      | Brad                |
| 1989   | Curse II: The Bite      | Clark Newman        |
| 1990   | Lambada, a tiltott tánc | Kevin "Penge" Laird |
| 1992   | Irány a nagyi           | Eddie Popko         |
| 2001   | Blind Heat              | Victor              |
| 2009   | Mexican gold            | Pick Randall        |
| 2016   | Divorce Texas Style     | Quentin Stewart     |
| N/A    | Bright Ideas            | Mr. Hall            |

| Évszám    | Film                       | Szerep                |
| --------- | -------------------------- | --------------------- |
| 1985      | Wildside                   | Sutton Hollister      |
| 1986      | Knight Rider               | Erik Whitby           |
| 1986      | Gyilkos sorok              | Coby Russell          |
| 1986      | Cheers                     | Lance Apollonaire     |
| 1987      | Út a Mennyországba         | Richard Davies        |
| 1988-1989 | Dynasty                    | Roger Grimes          |
| 1989      | Dallas                     | Tommy McKay           |
| 1991      | Dark Justice               | Danny Sicani          |
| 1991-1992 | Days of our lives          | Howard "Hawk" Hawkins |
| 1993-1999 | The Young and the Restless | Cole Howard           |
| 1995      | Halálbiztos diagnózis      | J. Eddie Peck         |
| 2000-2003 | All my children            | Jake Martin           |
| 2006-2008 | Kyle, a rejtélyes idegen   | Adam Baylin           |
| 2008      | Just Jordan                | edző                  |

## Fordítás
- Ez a szócikk részben vagy egészben  a   J. Eddie Peck című angol Wikipédia-szócikk ezen változatának fordításán alapul.  Az eredeti cikk szerkesztőit annak laptörténete sorolja fel. Ez a jelzés csupán a megfogalmazás eredetét és a szerzői jogokat jelzi, nem szolgál a cikkben szereplő információk forrásmegjelöléseként.

## További információ
- J. Eddie Peck a PORT.hu-n (magyarul)
- J. Eddie Peck az Internetes Szinkronadatbázisban (magyarul)
- J. Eddie Peck az Internet Movie Database-ben (angolul)
- J. Eddie Peck a Rotten Tomatoeson (angolul)